# Épisodes de Freaks and Geeks
Cet article présente le guide des épisodes de la série télévisée Freaks and Geeks.
La liste est ordonnée par la chronologie de l'histoire, de même que pour l'édition DVD, ayant connu qu'une seule saison, faute d'audiences satisfaisantes.

## Synopsis
La série est axée sur la vie d'une adolescente Lindsay Weir et de son frère cadet Sam, tous deux scolarisés au lycée McKinley, dans le Michigan à Chippewa durant l'année scolaire 1980-1981.
Les amis de Lindsay constituent ceux qu'on appellent dans le lycée les Freaks, groupe de rebelles peu enclin aux études qui préfère sécher les cours, et ceux de Sam les Geeks, groupe passionné de science-fiction et assez bons dans toutes les matières sauf en sport. Les Freaks sont constitués du charismatique et cool Daniel Desario, du sarcastique Ken Miller, du sympathique et affable Nick Andopolis et de la parfois très colérique Kim Kelly. Les Geeks sont constitués du très ouvert Neal Schweiber et du modeste et doux Bill Haverchuck .
La série débute juste après que Lindsay a opéré de grands changements dans sa vie à la suite du décès de sa grand-mère (elle ne quitte plus la veste treillis de son père, quitte les mathletes et tente de se faire de nouveaux amis) et montre l'évolution sociale de Lindsay et de Sam dans une Amérique définitivement rock 'n' roll.

## Distribution

### Acteurs principaux
- Linda Cardellini (VF : Sophie Gormezzano) : Lindsay Weir
- John Francis Daley (VF : Donald Reignoux) : Sam Weir
- James Franco (VF : Damien Boisseau) : Daniel Desario
- Samm Levine (VF : Yann Le Madic) : Neal Schweiber
- Seth Rogen (VF : Pascal Grull) : Ken Miller
- Jason Segel (VF : Thierry Monfray) : Nick Andopolis
- Martin Starr (VF : Tony Marot) : Bill Haverchuck
- Joe Flaherty (VF : Jean-François Kopf) : Harold Weir
- Becky Ann Baker (VF : Blanche Ravalec) : Jean Weir
- Busy Philipps (VF : Julie Turin) : Kim Kelly

### Acteurs récurrents
- Sarah Hagan (VF : Sylvie Jacob) : Millie Kentner (12 épisodes)
- Jerry Messing (VF : Denis Laustriat) : Gordon Crisp (11 épisodes)
- Stephen Lea Sheppard (VF : Philippe Valmont) : Harris Trinsky (9 épisodes)
- Natasha Melnick (VF : Ysa Ferrer) : Cindy Sanders (10 épisodes)
- Ben Foster (VF : Lionel Melet) : Eli (2 épisodes)
- Chauncey Leopardi (VF : David Lesser) : Alan White (9 épisodes)
- Shaun Weiss (VF : Paolo Domingo) : Sean (4 épisodes)
- Joanna Garcia (VF : Marie-Eugénie Maréchal) : Vicki Appleby (5 épisodes)
- Kayla Ewell : Maureen Sampson (3 épisodes)
- Lizzy Caplan (VF : Laurence Sacquet) : Sara (4 épisodes)
- Riley Smith : Todd Schellinger (5 épisodes)
- Dave "Gruber" Allen (VF : François Pacôme) : Jeff Rosso (10 épisodes)
- Steve Bannos (VF : Mathieu Buscatto) : Frank Kowchevski (11 épisodes)
- Trace Beaulieu : Hector Lacovara (6 épisodes)
- Tom Wilson (VF : Antoine Nouel) : Coach Ben Fredricks (6 épisodes)
- Joel Hodgson : Joel (3 épisodes)
- Claudia Christian : Gloria Haverchuck (2 épisodes)
- Kevin Tighe : Mr. Andopolis  (2 épisodes)
- Jessica Campbell : Amy Andrews  (2 épisodes)
- Sam McMurray : Vic Schweiber (3 épisodes)
- Amy Aquino : Mrs. Schweiber  (2 épisodes)
- Ann Dowd : Cookie Kelly (2 épisodes)

### Acteurs invités
- Allen Covert : l'employé du magasin d'alcool (épisode 2)
- Rashida Jones (VF : Laurence Sacquet) : Karen Scarfoli (épisode 4)
- Mike White : Chip Kelly (épisode 4)
- Jack Conley : le beau-père de Kim Kelly (épisode 4)
- Kevin Corrigan (VF : Emmanuel Karsen) : Toby (épisode 7)
- Jason Schwartzman : Howie Gelfand (épisode 7)
- David Koechner : un serveur (épisode 7)
- Shia LaBeouf (VF : Natacha Gerritsen) : Herbert (épisode 9)
- Matt Czuchry : un étudiant de Lincoln High (épisode 9)
- Alexandra Breckenridge : Shelley Weaver (épisode 11)
- Alexander Gould : Ronnie (épisode 13)
- Leslie Mann (VF : Michèle Lituac) : Mme Foote (épisode 13)
- David Krumholtz : Barry Schweiber (épisode 15)
- Bianca Kajlich : la fille percée (épisode 15)
- Samaire Armstrong : Laurie (épisodes 16 et 18)
- Ben Stiller (VF : Emmanuel Curtil) : l'agent Meara (épisode 17)
- Steve Higgins : Mr. Fleck (épisode 18)

## Épisodes

### Épisode 1:Candeur et décadence
- États-Unis : 25 septembre 1999 sur NBC
- France : 15 mars 2001 sur Serie Club

- Dave 'Gruber' Allen (Jeff Rosso)
- Ben Foster (Eli)
- Chauncey Leopardi (Alan White)
- Tom Wilson (le coach Ben Fredricks)
- Steve Bannos (Frank Kowchevski)
- Brianna Brown (Cheerleader)
- Lizzy Caplan (Sara)
- Gabriel Carpenter (Brett)
- David Michael Gangler Jr. (Don)
- Marco Gould (Kevin Handleman)
- Sarah Hagan (Millie Kentner)
- Anna Coman-Hidy (la personne effacée #2)
- Stacy Hogue (Karen)
- Jason Lansing (Ernie Hahuth)
- Jarrett Lennon (Colin)
- Ron Lester (Seidleman)
- Natasha Melnick (Cindy Sanders)
- Ashley Power (la fille populaire #1)
- Alan Simpson (Tom)
- Lea Sheppard (Harris Trinsky)
- Mark Allan Staubach (Mark)
- Shaun Weiss (Sean)
- Kristy Wu (la fille effacée)

Lindsay Weir était jusque là une lycéenne parfaite et douée, faisant partie des grosses têtes de son établissement scolaire, le lycée McKinley du Michigan. Mais à la suite du décès de sa grand-mère, elle entre dans une rébellion existentialiste dans cette année scolaire au début des années 1980. Elle se met à porter la vieille veste militaire de son père, qui critique sans cesse le mode de vie de rock stars tels que Jimi Hendrix et refuse de rejoindre l'équipe de décathlon du lycée. Lindsay se laisse entraîner et rejoint sur l'invitation de Daniel Desario ce que les autres surnomment les Freaks, formés de Daniel, Kim Kelly, Nick Andopolis et Ken Miller, mais préfère le terme rebelle. Toutefois, dans la bande des Freaks, Kim n'apprécie guère l'arrivée de Lindsay dans la bande. Son affiliation avec les Freaks causent des soucis sa famille et à sa meilleure amie, Millie, ainsi que le conseiller d'orientation aux méthodes peu conventionnelles Jeff Rosso. Néanmoins, l'adolescente montre son bon cœur en prenant la défense d'Eli, un camarade handicapé mental, quand ce dernier est chahuté par d'autres lycéens et en l'invitant au bal. Toutefois, lorsque Eli est de nouveau taquiné par d'autres adolescents, Lindsay tente de prendre son parti, mais provoque une dispute involontaire avec ce dernier et elle, qui se conclut par une chute alors qu'il s'enfuit et un bras cassé. Par la suite, Nick propose à Lindsay de sécher les cours et l'emmène chez lui, où il lui montre sa batterie. Alors que Lindsay et Nick marchent, ils sont surpris par Rosso, qui la contraint de participer à l'organisation du bal.
Pendant ce temps, le frère cadet de Lindsay, Sam, est du genre intello et qui ne s'en cache pas, traînant avec les Geeks Bill Haverchuck et Neil Schweiber. Mais Sam et ses amis sont constamment harcelés par Alan White, une tête brûlée qui s'amuse à les intimider. Sam tente de s'affirmer en invitant la pom-pom girl Cindy Sanders, dont il est amoureux, au bal ainsi que d'affronter sa peur en s'attaquant à Alan avec ses amis. Néanmoins, le jour de l'affrontement avec Alan, Sam ne s'y rend pas, Neil et Bill parviennent à l'attaquer sans sa présence, et discute avec Cindy, qui décline sa proposition, mais accepte de lui accorder une danse.
- Paul Feig, scénariste de l'épisode et créateur de la série, l'a écrit au moment de la promotion de son film Life Sold Separately.
- Dans les premières versions promotionnelles de cet épisode, la version de You Really Got Me de Van Halen a été entendue dans la séquence d'ouverture[1]. Il a ensuite été remplacé par Runnin' With The Devil pour la diffusion.

### Épisode 2:Surprise partie
- États-Unis : 2 octobre 1999 sur NBC
- France : 22 mars 2001 sur Série Club

- Mark Allan Staubach (Mark)
- Shaun Weiss (Sean)
- Dave 'Gruber' Allen (Jeff Rosso)
- Sarah Hagan (Millie Kentner)
- Natasha Melnick (Cindy Sanders)
- Stephen Lea Sheppard (Harris Trinsky)
- Kenny Blank (Calvin)
- Lizzy Caplan (Sara)
- Clement E. Blake (Carl)

Les parents de Lindsay et Sam partent pour une sortie le week-end, laissant leurs enfants seul à la maison. Les Freaks lui proposent de faire une fête dans la maison. Lindsay, d'abord réticente, accepte. Elle demande à Sam de ne pas dire aux parents, ce qu'il accepte. Mais il apprend que la soirée va être arrosée, puisque les instigateurs ont cotises pour acheter un tonnelet de bière. Paniqué, il demande à Neil et Bill de l'aider en achetant la bière sans alcool, ce qu'ils arrivent à obtenir en faisant croire au vendeur qu'ils vont faire une blague. 
Tandis que Neil distrait Lindsay, Bill et Sam parviennent à échanger le tonnelet de bière contre celui sans alcool. Le soir de la fête, tout se passe bien et les invités ne remarquent pas qu'ils boivent de la bière non alcoolisée. Tandis que Sam tente à nouveau de séduire Cindy, Bill, de son côté, est chargé de surveiller le tonnelet de bière, caché dans la chambre de Sam, mais en profite pour en boire, ce qui le saoule. Mais pour Lindsay, qui espérait séduire Daniel après qu'il a rompu avec Kim, elle déchante quand elle le remarque avec cette dernière, de nouveau en couple. Remarquant la détresse de Lindsay, Neil, amoureux de la sœur de son ami, la réconforte et appelle la police en se faisant passer pour une personne âgée se plaignant du bruit. 

### Épisode 3:Le Temps de l'innocence
- États-Unis : 30 octobre 1999 sur NBC
- France : 29 mars 2001 sur Série Club

- Dave 'Gruber' Allen (Jeff Rosso)
- Chauncey Leopardi (Alan White)
- Sarah Hagan (Millie Kentner)
- Stephen Lea Sheppard (Harris Trinsky)
- Hariet S. Miller (Mme Whitman)
- Jon Kasdan (Tommy)
- Maura Soden (Mme Kent)

### Épisode 4:Ma nouvelle amie
- États-Unis : 
  - 30 avril 2000 (côte Ouest)
  - 5 septembre 2000 (diffusion nationale) sur Fox Family
- France : 4 avril 2001 sur Série Club

- Shaun Weiss (Sean)
- Dave 'Gruber' Allen (Jeff Rosso)
- Chauncey Leopardi (Alan White)
- Natasha Melnick (Cindy Sanders)
- Sarah Hagan (Millie Kentner)
- Stephen Lea Sheppard (Harris Trinsky)
- Thomas F. Wilson (Coach Ben Fredricks)
- Steve Bannos (M. Kowchevski)
- Rashida Jones (Karen Scarfioli).

- Bien qu'il s'agisse du quatrième épisode produit de Freaks and Geeks, il n'a pas été diffusé à la suite des trois précédents. La date initiale de la diffusion était le 6 novembre 1999, mais il fut remplacé par un autre épisode. La raison invoquée par le network est le caractère violent de l’épisode où Kim lutte physiquement contre ses parents[2]. NBC se justifiera en affirmant que la série s'adressant à un public adolescent que cet épisode lui semblait particulièrement inapproprié[2].
- Il a fallu attendre le 30 avril 2000, en avant-première sur les réseaux télévisées de la côte ouest américaine, avant d'être diffusé nationalement le 5 septembre de la même année sur Fox Family, pour que Ma nouvelle amie soit diffusé à la télévision. Ce sera le premier des trois épisodes diffusés après l'arrêt de la série sur NBC[3].

### Épisode 5:Contrôles et hormones
- États-Unis : 6 novembre 1999 sur NBC
- France : 12 avril 2001 sur Série Club

- Shaun Weiss (Sean)
- Dave 'Gruber' Allen (Jeff Rosso)
- Chauncey Leopardi (Alan White)
- Sarah Hagan (Millie Kentner)
- Natasha Melnick (Cindy Sanders)
- Stephen Lea Sheppard (Harris Trinsky)
- Tom Wilson (Coach Ben Fredricks)
- Steve Bannos (M. Kowchevski).

### Épisode 6:Musicos
- États-Unis : 13 novembre 1999 sur NBC
- France : 19 avril 2001 sur Série Club

- Mark Allan Staubach (Mark)
- Shaun Weiss (Sean)
- Chauncey Leopardi (Alan White)
- Sarah Hagan (Millie Kentner)
- Natasha Melnick (Cindy Sanders)
- Stephen Lea Sheppard (Harris Trinsky)
- Jerry Messing (Gordon Crisp)
- Tom Wilson (Coach Ben Fredricks)
- Kevin Tighe (M. Andropolis).

### Épisode 7:Crédit et Discrédit
- États-Unis : 10 janvier 2000 sur NBC
- France : 26 avril 2001 sur Série Club

- Kayla Ewell (Maureen Sampson)
- Dave 'Gruber' Allen (Jeff Rosso)
- Sarah Hagan (Millie Kentner)
- Natasha Melnick (Cindy Sanders)
- Stephen Lea Sheppard (Harris Trinsky)
- Jerry Messing (Gordon Crisp)
- Joanna García (Vicki Appleby)
- Ben Foster (Eli)
- Jason Schwartzman (Howie)
- David Koechner (le serveur du restaurant).

### Épisode 8:Petits copains, petites copines
- États-Unis : 17 janvier 2000 sur NBC
- France : 3 mai 2001 sur Série Club

- Dave 'Gruber' Allen (Jeff Rosso)
- Trace Beaulieu (Hector Lacovara)
- Michael Beardsley (Humphries)
- Mark Allan Staubach (Mark)
- Sarah Hagan (Millie)
- Natasha Melnick (Cindy)
- Jerry Messing (Gordon Crisp)
- Steve Bannos (Kowchevski).

### Épisode 9:L'Esprit à la lettre
- États-Unis : 24 janvier 2000 sur NBC
- France : 10 mai 2001 sur Série Club

- Shia LaBeouf (Herbert)
- Michael Beardsley (Humphries)
- Natasha Melnick (Cindy)
- Joanna García (Vicki)
- Tom Wilson (Coach Fredricks)
- Jarrett Lennon (Colin)
- Riley Smith (Todd Schellinger)
- Samantha Shelton (Heidi Henderson).

### Épisode 10:Le Journal intime
- États-Unis : 31 janvier 2000 sur NBC
- France : 17 mai 2001 sur Série Club

Rebecca Kirshner, d'après une histoire de Rebecca Kirshner et Judd Apatow
- Réalisation :  Ken Olin

- Michael Beardsley (Humphries)
- Chauncey Leopardi (Alan White)
- Jerry Messing (Gordon Crisp)
- Tom Wilson (Coach Fredricks)
- Ann Dowd (Cookie Kelly)
- Sam McMurray (Dr Schweiber)
- Bruce Bohne (Alby Peakem)
- Bill Chott (Señor O'Hara)

### Épisode 11:Dynamique de groupe
- États-Unis : 7 février 2000 sur NBC
- France : 24 mai 2001 sur Série Club

- Michael Beardsley (Humphries)
- Dave 'Gruber' Allen (Jeff Rosso)
- Chauncey Leopardi (Alan White)
- Sarah Hagan (Millie)
- Natasha Melnick (Cindy)
- Stephen Lea Sheppard (Harris)

### Épisode 12:La Porte du garage
- États-Unis : 13 mars 2000 sur NBC
- France : 31 mai 2001 sur Série Club

- Sam McMurray (Dr Schweiber)
- Michael Beardsley (Humphries)
- Jane Morris (Hygiéniste)
- Jessica Campbell (Amy)
- Amy Aquino (Mme Schweiber)
- David Bowe (Vendeur)
- Jody Jones (Cowboy)
- Tava Smiley (Carol).

### Épisode 13:Sonnants et Trébuchants
- États-Unis : 20 mars 2000 sur NBC
- France : 7 juin 2001 sur Série Club

- Michael Beardsley (Humphries)
- Mark Allan Staubach (Mark)
- Jason Lansing (Ernie)
- Dave 'Gruber' Allen (Jeff Rosso)
- Chauncey Leopardi (Alan White)
- Sarah Hagan (Millie Kentner)
- Jerry Messing (Gordon Crisp)
- Steve Bannos (M. Kowchevski)
- Leslie Mann (Mrs. Foote).

### Épisode 14:Faits divers
- États-Unis : 10 octobre 2000 sur Fox Family
- France : 14 juin 2001 sur Série Club

- Michael Beardsley (Humphries)
- Mark Allan Staubach (Mark)
- Jason Lansing (Ernie)
- Chauncey Leopardi (Alan White)
- Sarah Hagan (Millie)
- Jerry Messing (Gordon)
- Tom Wilson (Coach Ben Fredricks)
- Steve Bannos (M. Kowchevski).

### Épisode 15:Amour, allergie de la jeunesse
- États-Unis : 17 octobre 2000 sur Fox Family
- France : 21 juin 2001 sur Série Club

- Michael Beardsley (Humphries)
- Trace Beaulieu (Hector Lacovara)
- Dave 'Gruber' Allen (Jeff Rosso)
- Steve Bannos (M. Kowchevski)
- David Krumholtz (Barry Schweiber)
- Sam McMurray (Dr Schweiber)
- Amy Aquino (Mrs. Schweiber)
- Shawnee Free Jones (Jenna Zank).

### Épisode 16:L'Âge de la raison
- États-Unis : 17 octobre 2000 sur Fox Family
- France : 28 juin 2001 sur Série Club

- Michael Beardsley (Humphries)
- Shaun Weiss (Sean)
- Trace Beaulieu (Hector)
- Natasha Melnick (Cindy)
- Stephen Lea Sheppard (Harris)
- Jerry Messing (Gordon)
- Joanna García (Vicki)
- Samaire Armstrong (Laurie)
- Kevin Tighe (Mr. Andropolis).

### Épisode 17:Les petites choses de la vie
- États-Unis : 8 juillet 2000 sur NBC
- France : 5 juillet 2001 sur Série Club

- Michael Beardsley (Humphries)
- Trace Beaulieu (Hector)
- Dave 'Gruber' Allen (Rosso)
- Natasha Melnick (Cindy)
- Stephen Lea Sheppard (Harris)
- Jerry Messing (Gordon)
- Joanna García (Vicki)
- Ben Stiller (Agent Meara)
- Jessica Campbell (Amy).

### Épisode 18:La Mort de la discomania
113
- Scénariste et Réalisateur : Paul Feig

- États-Unis : 8 juillet 2000 sur NBC
- France : 12 juillet 2001 sur Série Club

- Michael Beardsley (Humphries)
- Trace Beaulieu (Hector Lacovara)
- Dave 'Gruber' Allen (Jeff Rosso)
- Stephen Lea Sheppard (Harris Trinsky)
- Jerry Messing (Gordon Crisp)
- Steve Bannos (M. Kowchevski)
- Samaire Armstrong (Laurie)
- Steve Higgins (M. Fleck)

## Sources
- (en) Cet article est partiellement ou en totalité issu de l’article de Wikipédia en anglais intitulé « List of Freaks and Geeks episodes » (voir la liste des auteurs).